# 王瑜 (五代)
王瑜（909年—947年），五代十国时范阳（今河北省涿州市）人。
王瑜性情凶狡骁果，以骑射刀笔著称。后晋天福年间，授左赞善大夫。因廉直清慎被高祖石敬瑭赏识，擢升为太府少卿。以诡计取代其父王钦祚之位，为东平节度副使。入朝为刑部郎中。天福七年（942年）王瑜为成德节度副使，王瑜替杜重威沉重地搜刮百姓，恒州人不堪其苦。开运三年（946年），契丹灭后晋，他胁迫其父义州刺史王钦祚西投后蜀，路途中被侯益所派盗贼杀害，时年三十九岁。